# Puig Falcó
Puig Falcó är en bergstopp i Spanien.   Den ligger i provinsen Província de Girona och regionen Katalonien, i den östra delen av landet, 600 km öster om huvudstaden Madrid. Toppen på Puig Falcó är 1 095 meter över havet, eller 111 meter över den omgivande terrängen. Bredden vid basen är 0,85 km.
Terrängen runt Puig Falcó är huvudsakligen kuperad.Runt Puig Falcó är det glesbefolkat, med 8 invånare per kvadratkilometer. Närmaste större samhälle är Besalú, 19,7 km söder om Puig Falcó. I omgivningarna runt Puig Falcó växer i huvudsak blandskog.